# Electriquette

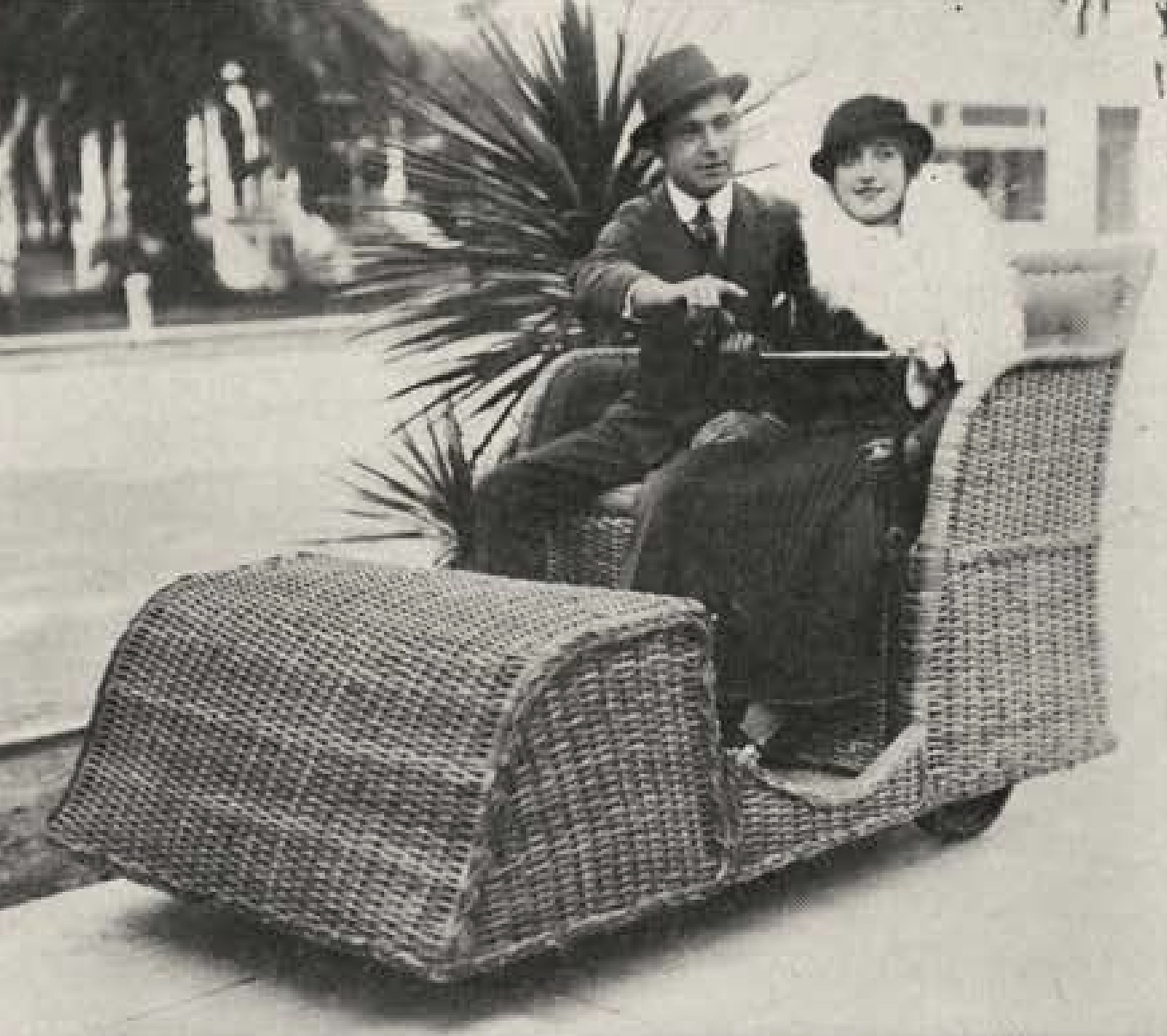
Duas pessoas andando em uma Electriquette (1915)

O Electriquette foi um veículo elétrico de dois lugares, com um banco corrido e o exterior feito de ratã (vime). Era movido a bateria e utilizava um motor fabricado pela General Electric . Na Exposição Panamá-Califórnia de 1915, em San Diego, Califórnia, a Electriquette podia ser alugada por US$ 1,00 por hora (equivalente a U$30 em 2023). Uma variação do veículo foi posteriormente fabricada para veteranos deficientes da Primeira Guerra Mundial. Não se sabe se alguma cadeira original sobreviveu, mas em 2016 novas cadeiras foram projetadas e reintroduzidas no Balboa Park, na cidade de San Diego.

## História

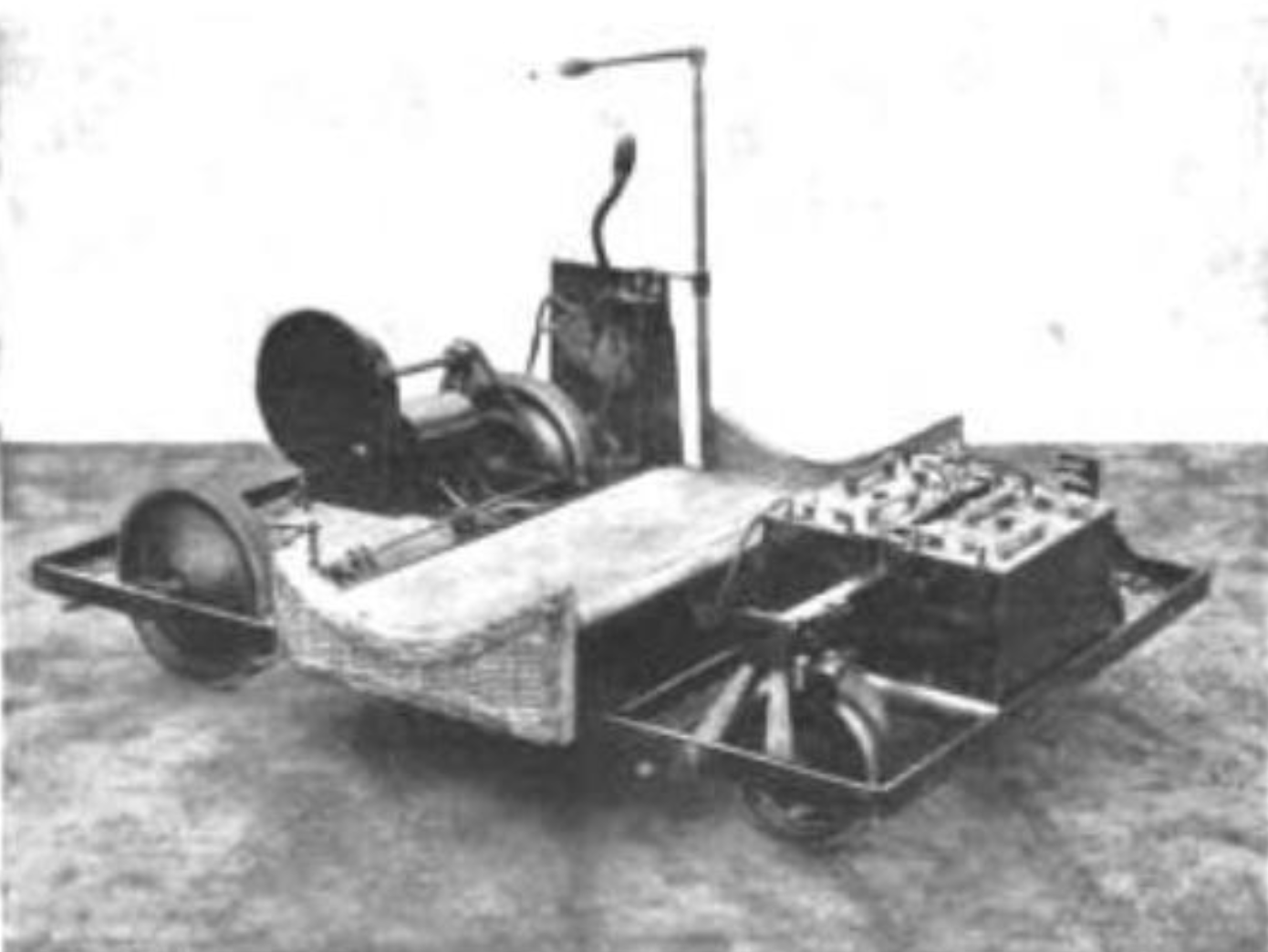
Visão frontal do chassi da Electriquette com baterias visíveis

O designer da cadeira Electriquette original foi o empresário Clyde H. Osborn. Dono de uma concessionária local de carros elétricos, decidiu fabricar carrinhos elétricos chamados Electriquettes. O exterior do veículo era feito de vime grosso e tinha almofadas para assentos. Osborn fundou a Electriquette Manufacturing Company em Los Angeles e produziu aproximadamente 200 cadeiras. As cadeiras originais pesavam 200 kg e podiam operar por oito horas sem recarregar a bateria. A imprensa de Atlantic City descreveu a Electriquette como uma "cadeira de rodas" para duas pessoas e uma "cadeira de rodas com propulsão elétrica", acrescentando que era "muito popular". O periódico de engenharia elétrica The Electrician chamou o veículo de “cadeira de rodas elétrica”. Não se conhecem Electriquettes originais que tenham sobrevivido.

## Especificações
A distância entre eixos dos Electriquettes originais era de 1100 mm e tinha uma estrutura feita de aço angular. Uma bateria foi montada na frente e um motor com engrenagens ficava na parte traseira. Tinha quatro rodas de ferro fundido equipadas com pneus de borracha dura. As rodas dianteiras eram de 250 mm e eram montadas em "rolamentos de soquete giratórios" com uma barra de direção fixada ao chassi. Por sua vez, as duas rodas traseiras eram de 360 mm e foram fixadas ao chassi. O motor foi fabricado pela General Electric e tinha 12 volts, 14 amperes, 2000 RPM, com classificação GE-1042, produzindo 3/8 de cavalo de potência. A potência era fornecida a uma das rodas traseiras, que tinha uma roda dentada, e a outra roda traseira tinha um freio a tambor. O veículo ficava a 200 mm do chão e o assento tinha 970 mm de largura. A potência do Electriquette era transmitida às rodas traseiras por corrente e era interrompida por um freio a tambor, que o motorista podia acionar por controle manual ou por pedal. O motorista podia dirigir e mover o Electriquette com uma alavanca: para frente para andar, para trás para ponto morto. A alavanca podia ser levantada quando não estivesse em uso. Cada Electriquette tinha uma campainha para aviso ou sinalização, operada pela mão esquerda do motorista.

## História
A Exposição Panamá-Califórnia de 1915, em San Diego, Califórnia, apresentou as Electriquettes, carrinhos elétricos feitos de vime. Mais de 100 unidades foram usadas na exposição e tiveram uma velocidade máxima de 5,6 km/h. O veículo podia avançar ou recuar com uma marcha. Outra característica do projeto era que o veículo não conseguia ultrapassaria os 5,6 km por hora, mesmo em descidas, devido à engrenagem. As cadeiras eram numeradas, e terminais de teste estavam disponíveis na exposição para que os pilotos pudessem verificar a carga da bateria. O design era semelhante aos carrinhos de vime usados em estabelecimentos à beira-mar. "Fatty" Arbuckle e Mabel Normand fizeram um filme mudo intitulado Fatty and Mabel at the San Diego Exposition, no qual fazem um passeio pela exposição em uma Electriquette.

Esta foi a descrição das Electriquettes conforme encontrada no guia oficial da Exposição Panamá-Califórnia de San Diego, 1915 : 
A maneira real, fácil, elegante, confortável e luxuosa de ver e aproveitar a Exposição é em um Osborn Electriquette, que substitui o carrinho de bebê antiquado e o jinrikisha. O único transporte de passageiros permitido no local. A simplicidade da operação dispensa ter experiência. Uma criança consegue dirigi-lo. É muito divertido.
As Electriquettes se espalharam para outras áreas dos Estados Unidos. Vários resorts em Venice e Santa Monica, Califórnia, também começaram a usá-las. As cadeiras também foram usadas em Palm Beach, Flórida, e outros resorts de saúde. Muitos resorts já empregaram pessoas para empurrar os hóspedes nas cadeiras.
Em 2011, um empreendedor chamado Sandor Shapery começou a projetar uma nova Electriquette. O arquiteto David Marshall criou desenhos. O especialista em eletrônica Brad Hunter também contribuiu para o projeto. Em 14 de agosto de 2016, a Electriquette redesenhada foi reintroduzida no Balboa Park . O prefeito Kevin Faulconer anunciou que 14 de agosto era o "Dia da Eletriquette". Os novos carrinhos foram alugados por US$ 15 por 30 minutos, ou US$ 25 por uma hora. O custo de cada réplica da Electriquette era de cerca de US$ 3.200. Em 2015, o aeroporto de San Diego exibiu uma réplica da Electriquette numa exposição de arte que pretendia celebrar o centenário da Exposição Panamá-Califórnia.

## Galeria

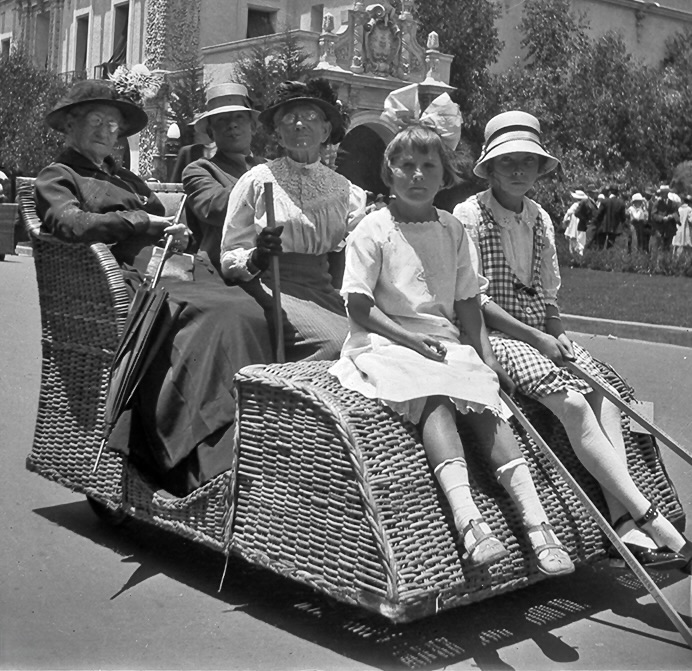
Cinco pessoas em uma Electriquette em 1915
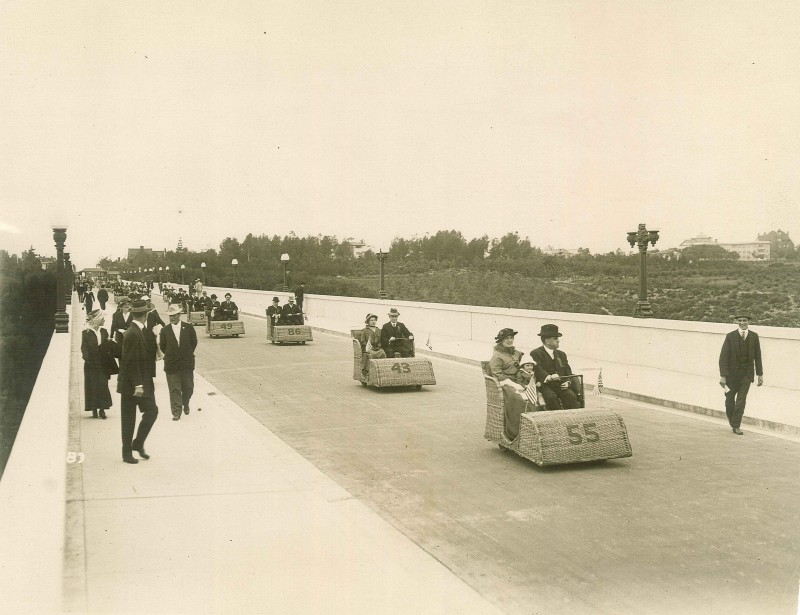
Eletriquettes 1915
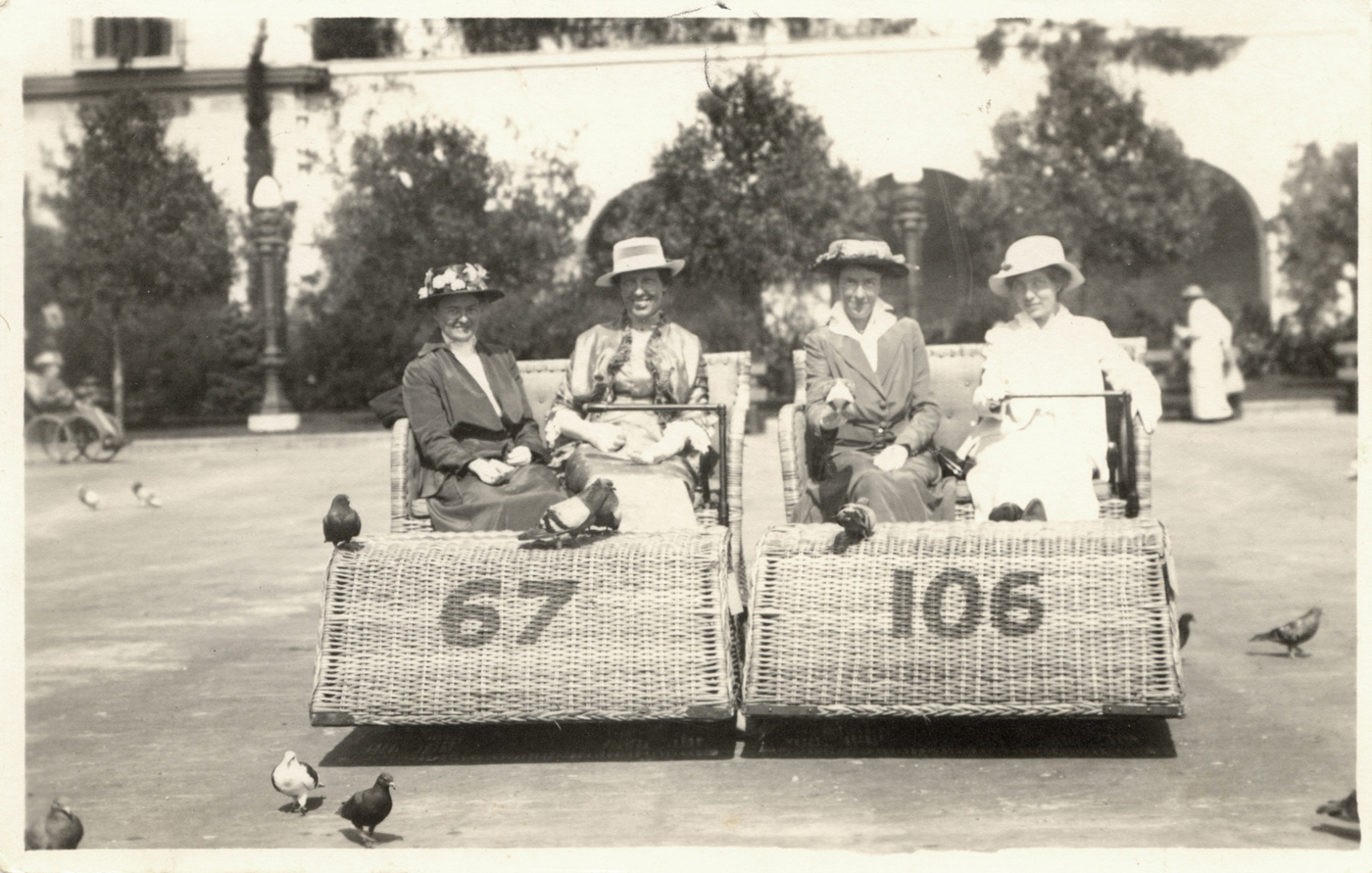
Duas mulheres em cada uma das duas Electriquettes 1915
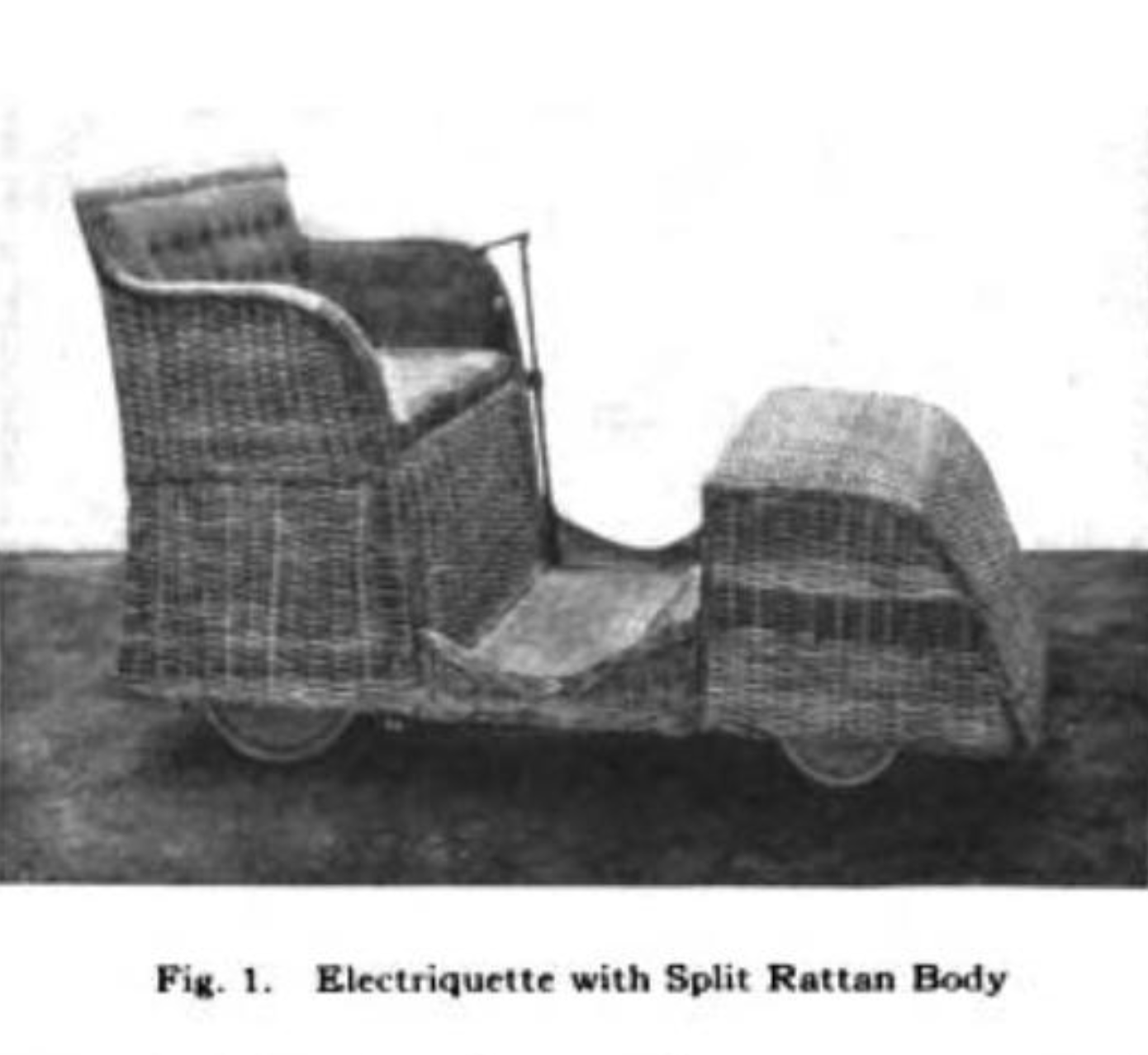
Corpo de Electriquette feito de rattan (vime)